# Stéphane Mertens
Stéphane Mertens (* 14. Mai 1959 in Paris, Frankreich) ist ein belgischer Motorradrennfahrer.

## Karriere

### Motorrad-WM
Stéphane Mertens debütierte 1983 beim 250-cm³-Rennen des Großen Preises von Belgien mit dem 19. Platz in der Motorrad-Weltmeisterschaft. Im selben Jahr wurde er in dieser Hubraumklasse auch Vize-Europameister. 1984 bestritt er auf Yamaha seine erste vollständige 250er-WM-Saison, fuhr jedoch nur drei Punkte ein und schloss sie Meisterschaft als 27. ab. In der belgischen 250er-Meisterschaft gewann er den Titel. Mertens startete bis einschließlich 1987 in der 250-cm³-Weltmeisterschaft, seine beste WM-Platzierung erreichte er 1986 mit dem 14. Gesamtrang.

### Superbike-, Supersport- und Langstrecken-WM
Zur Saison 1988 wechselte Mertens in die neu geschaffene Superbike-Weltmeisterschaft, wo er zusammen mit Davide Tardozzi im Werksteam des italienischen Herstellers Bimota an den Start ging. Der Belgier konnte in diesem Jahr zwei Laufsiege feiern und schloss die WM als Vierter ab, nur 8,5 Punkte hinter dem Weltmeister Fred Merkel. In der folgenden Saison startete Mertens auf Honda RC30 im Total Bel-Ray Mediares Team. Diesmal wurde er mit vier Laufsiegen Vizeweltmeister und musste sich Fred Merkel wiederum nur äußerst knapp geschlagen geben. Nach dem dritten WM-Rang 1990 wechselte Stéphane Mertens zur Saison 1991 zu Ducati Belgium, wo er auf Ducati 851 startete. 1991 errang der Belgier mit zwei Siegen noch den vierten WM-Rang, danach folgten bis 1994 die Endplatzierungen sieben, sieben und 14, jeweils ohne Laufsieg.
1995 wechselte Stéphane Mertens in die Langstrecken-Weltmeisterschaft, wo er auf Anhieb den Titel gewinnen konnte. In der Saison 1997 ging der 189 cm große Belgier in der Supersport-Weltserie im deutschen Team Rubatto auf Suzuki an den Start und erreichte mit drei Podiumsplatzierungen den sechsten WM-Rang. 2002 folgte seine zweite WM-Krone in der Langstrecken-WM.

## Erfolge
- 1983 – Belgischer 250-cm³-Meister auf Yamaha
- 1989 – Superbike-Vizeweltmeister auf Honda
- 1990 – Bol-d’Or-Sieger auf Honda
- 1995 – Langstrecken-Weltmeister auf Honda
- 2002 – Langstrecken-Weltmeister auf Suzuki